# Paula Wajsman

Paula Wajsman (San Juan, 26 de agosto de 1939 - Buenos Aires, 1995) fue una psicóloga, escritora, traductora e investigadora argentina.
Era la hija menor de una familia de inmigrantes polacos. A los 4 años de edad, luego de que sucediese el terremoto de San Juan (15 de enero de 1944), su familia decidió trasladarse de San Juan a Buenos Aires. Estudió psicología en la Universidad de Buenos Aires. Vivió en Francia y en Estados Unidos. Fue amiga y consejera del novelista Manuel Puig.
Trabajó como traductora (por ejemplo, en Las reglas del método sociológico de Emile Durkheim) e investigación social. 
Trabajó también como psicoananalista. Uno de sus pacientes fue el escritor y poeta Osvaldo Lamborghini.
Su relación con Lamborghini comenzó como psicoterapeuta, pero luego Lamborghini se mudó a su departamento del octavo piso. Durante una violenta discusión con Wajsman, Lamborghini arrojó a la gata de Paula, llamada Vespasiana, desde el octavo piso, matándola.
En 1990 publicó la novela Informe de París. Fue considerada como una de las escritoras más interesantes de la década.

No quiero hacer misterios: estoy enferma, tengo «unos meses» de vida. No sé cuántos. De ahí que me haya vuelto una especie de punk (No future man). [...] Por favor no tengas pena por mí: estoy viviendo, a pesar de todo, una de las épocas más felices y fecundas de mi vida, aunque lo sea en un aspecto muy restringido, ya que no laburo ―tengo plata para vivir también «unos meses»― y me dedico casi exclusivamente a escribir.
Carta de Paula Wasjman al poeta Jorge Naparstek.

Cuando falleció de cáncer en 1995 dejó inédita una novela llamada Punto atrás, dos libros de poesía y 60 cuadernos de manuscritos con poemas, relatos de viajes y un libro de cuentos llamado "Crónicas e infundios" que se publicó en 1999. Finalmente la novela Punto atrás fue publicada en 2013 por EDUVIM (Editorial de la Universidad de Villa María) en la colección Narradoras Argentinas codirigida por María Teresa Andruetto.
 Textos inhallables que circulan en fotocopias, de mano en mano y que son conocidos por haber sido citados por escritoras como Angélica Gorodischer y María Teresa Andruetto en su blog sobre narradoras argentinas.

## Obras
- "Informe de París". Buenos Aires, Ediciones de la Flor, 1990. ISBN 950-515-038-5
- "Crónicas e infundios". 1999
- "Punto Atrás". EDUVIM (Editorial de la Universidad de Villa María) 2013

- “Polémica: Las imágenes del imperialismo (I). Una historia de fantasmas”. En: Lenguajes, N° 1, abril de 1974.